# Кристина Анђелковић
Кристина Анђелковић (Лазаревац, 18. јануар 1997) српска је песникиња, лектор и коректор српског језика.

## Биографија
Основну и средњу школу завршила је у родном граду, након чега уписује српску књижевност на Филолошком факултету Универзитета у Београду. Убрзо након тога уписује и журналистику.  Лекторисала је и коректорисала више десетина књига за различите издавачке куће. Добитница је бројних награда и признања за књижевно стваралаштво и културни допринос, а 2019. године добија Златну повељу фестивала Витезово пролеће. Награду Стојан Степановић за сонетни венац "Поноћни кондаци" добила је 2023. године.
Објавила је 6 књига – две за децу и четири за одрасле.
Песме су јој објављиване у многим значајним антологијама српске поезије, у књижевним часописима и на разним сајтовима и порталима у области културе и уметности.
Неколико дечијих песама објавила је у књижевном часопису за децу Витез. Од 2019. године сатиричну поезију почела је да објављује у Политикиној Енигматици и Разбибризи, а шаљиве песме за децу у онлајн часопису Етна у рубрици Етница. Објављивала је сатиричне песме у часопису Јеж, као и песме за децу у часопису Једрењак. Превођена је на енглески језик. О њеном лику и делу писали су: Благоје Баковић, Недељко Попадић, Перо Зубац, Власта Ценић, Тодор Бјелкић, Љубомир Ћорилић, Александар Чотрић, Станко Црнобрња, Воја Жанетић, Миодраг Перуновић, Срђан Динчић и Раде Ђерговић.
Члан је Удружења књижевника Србије и један од оснивача Књижевне манифестације Православно перо. Њене књиге стигле су чак до Новог Зеланда, а заступљена је и у појединим антологијама ван граница наше земље (Тунис, 2021).